# Саянзас
Саянзас — река в России, протекает по Крапивинскому району Кемеровской области. Устье реки находится в 51 км от устья реки Тайдон по левому берегу. Длина реки составляет 55 км.

## Притоки
- 1 км: Ломовая
- 6 км: Кедровка
- 26 км: Талановка
- 32 км: Россыпная

## Данные водного реестра
По данным государственного водного реестра России относится к Верхнеобскому бассейновому округу, водохозяйственный участок реки — Томь от города Новокузнецк до города Кемерово, речной подбассейн реки — Томь. Речной бассейн реки — (Верхняя) Обь до впадения Иртыша.